# Chaponost
Chaponost is een gemeente in het Franse departement Rhône (regio Auvergne-Rhône-Alpes). De gemeente telde 9.217 inwoners op 1 januari 2022.
Het Romeins aquaduct van de Gier met een totale lengte van 86 km loopt over 6 km over het grondgebied van de gemeente.

## Geschiedenis
Het Romeinse aquaduct werd gebouwd in de 1e eeuw en transporteerde water naar Lugdunum (Lyon). Buiten enkele graven uit de 3e en 4e eeuw zijn er geen sporen van bewoning tijdens de Gallo-Romeinse periode.
De plaats werd voor het eerst vermeld in 1225. Chaponost was een parochie die afhing van de priorij Saint-Irénée in Lyon.
Tot de 19e eeuw was Chaponost een geïsoleerd landbouwdorp. In de 19e eeuw kwamen er betere wegverbindingen waaronder een brug naar Soucieu-en-Jarrest. Er kwam ook een nieuwe kerk. De landbouw (wijnbouw, zijdeteelt) bleef de belangrijkste economische activiteit. Na de Tweede Wereldoorlog kende de gemeente een grote bevolkingsgroei.
De gemeente maakte tot maart 2015 deel uit van het kanton Saint-Genis-Laval dat tot 1 januari 2015 onderdeel was geweest van het arrondissement Lyon. Saint-Genis-Laval zelf werd onderdeel van de Métropole de Lyon maar de overige gemeenten van het kanton werden opgenomen in een nieuw kanton Brignais, dat onderdeel werd van het arrondissement Villefranche-sur-Saône. Sinds 2017 hoort het kanton Brignais weer bij het arrondissement Lyon.

## Geografie
De oppervlakte van Chaponost bedroeg op 1 januari 2022 16,32 vierkante kilometer; de bevolkingsdichtheid was toen 564,8 inwoners per km².
De onderstaande kaart toont de ligging van Chaponost met de belangrijkste infrastructuur en aangrenzende gemeenten.

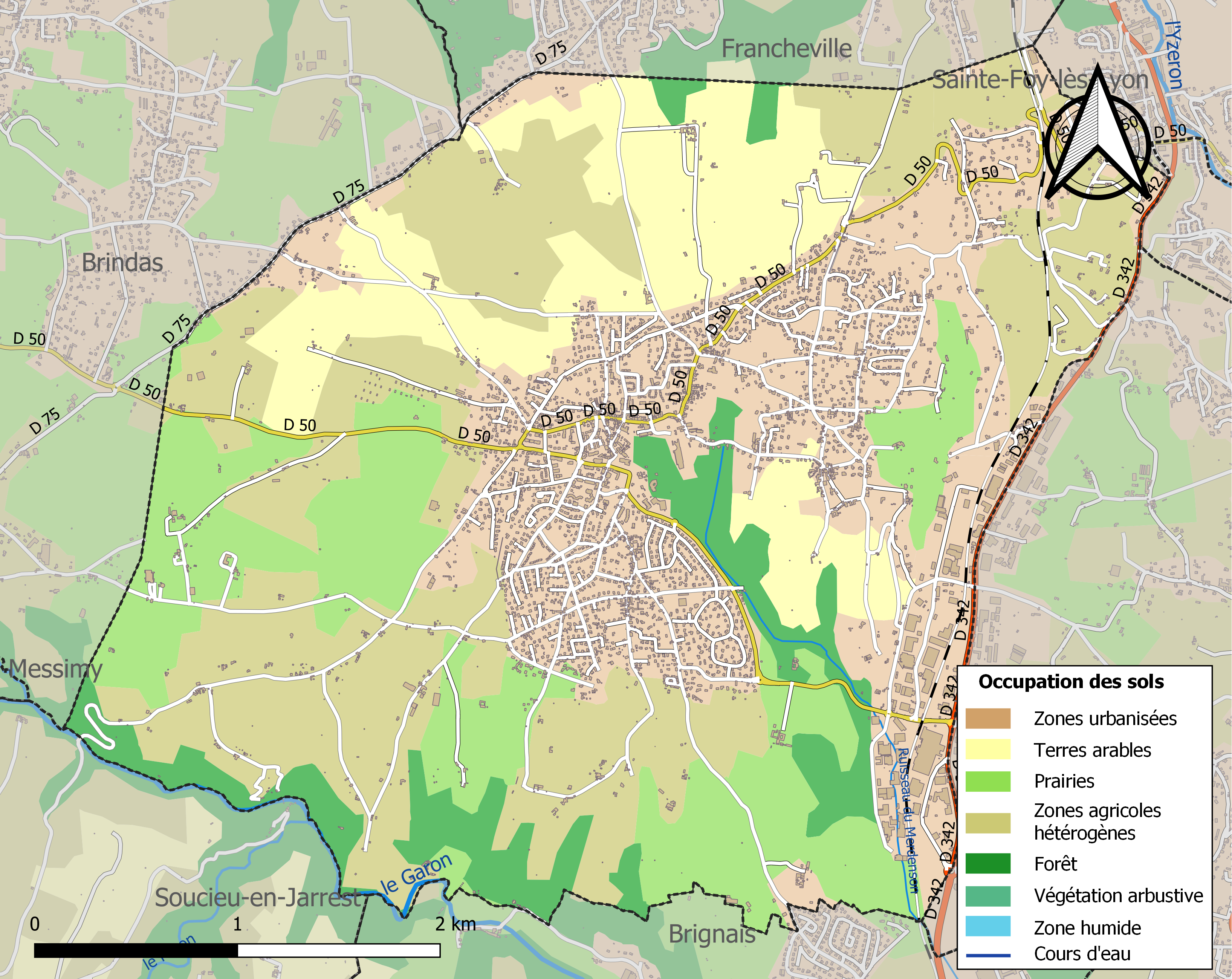

## Demografie
Onderstaande figuur toont het verloop van het inwonertal (bron: INSEE-tellingen).